# Высадка в бухте Алусемас
Высадка в бухте Алусемас (исп. Desembarco de Alhucemas) — десантная операция, осуществленная 8 сентября 1925 года в бухте Алусемас испанской армией и флотом и, в меньшей степени, французским союзным контингентом, что привело к победе союзников и окончанию Рифской войны.
Операция заключалась в высадке контингента из 13 000 испанских солдат, переброшенных из Сеуты и Мелильи объединённым испано-французским флотом. Главнокомандующим операции был «военный директор» Испании генерал Мигель Примо де Ривера, а непосредственно руководил высадкой десанта в бухте генерал Хосе Санхурхо.
Абд эль-Крим считал, что испанская армия не способна атаковать в Алусемасе в то же время, когда она оборонялась в Тетуане, поэтому, предвидя ожидаемую им высадку, 3 сентября он начал атаку на позиции испанцев, защищавших Тетуан, у Кудия-Тахара. Атака противника на западную зону не изменила планов Примо де Риверы, поэтому высадка состоялась 8 сентября.
При поддержке артогня орудий флота и обстрелов авиации первая волна начала высадку с использованием 24 барж типа К, закупленных у англичан, в 11:30. После подрыва около 40 мин, зарытых на берегу, в 13:00 началась вторая волна высадки, после чего последовало быстрое продвижение, пока не были заняты высоты, возвышающиеся над пляжем. Сначала высадились 9000 человек, а в течение остальной части дня были выгружены необходимые материалы для продолжения операции. Во всё время высадки испанцы подвергались обстрелу со стороны артиллерии (14 орудий) и пулемётов рифов. К концу дня 13 000 человек уже находились на побережье. Испанцы, заняв пляжи Иксдайн и Себадилья, закрепились на них и стали отбивать контратаки рифов.
Так как в западном районе защитники Кудия-Тахара были осаждены в течение нескольких дней, поэтому пришлось вывести часть войск из бухты Алусемас, чтобы спасти ситуацию, так как в противном случае Тетуану грозил серьёзный риск. Спасение осажденной позиции было осуществлено 13 сентября, после чего силы удалось снова сосредоточить в Алусемасе. Оборона у Кудия-Тахара при сохранении позиций в бухте Алусемас, была большим успехом испанской армии, на который Абд эль-Крим не рассчитывал.
Со своей стороны, французская армия под командованием генерала Филиппа Петена во взаимодействии с испанской начала 10 сентября наступление с юга и быстро восстановила позиции, утраченные во время сражения на Уэрге, вынудив Абд-эль-Крима разделить свои силы перед двойным наступлением союзников.
Операция в Алусемасе была приостановлена в течение 2 недель из-за атак рифов, сложной логистики и отвлечения сил в западную зону. 23 сентября операция была возобновлена. 26-го была занята линия высот, господствующих над на заливом, и начато наступление в направлении Адждира. Рифийцы не выдержали двойного наступления испанцев и французов, и их позиции падали одна за другой, пока, наконец, 2 октября позиция Адждира не была занята испанской армией, что вынудило Абд-эль-Крима бежать на юг. Город Адждир, столица республики Риф, был разграблен и сожжен испанской армией.
Высадка в бухте Алусемас считается первой воздушно-морской десантной операцией в мировой истории. Также впервые в истории боевых действий в десантной операции были задействованы танки, а именно 11 Рено (Renault FT-17) и 6 Шнайдер (Schneider CA1), от которых было мало толку, хотя они произвели большое впечатление.